# Hotel zum Desenberg

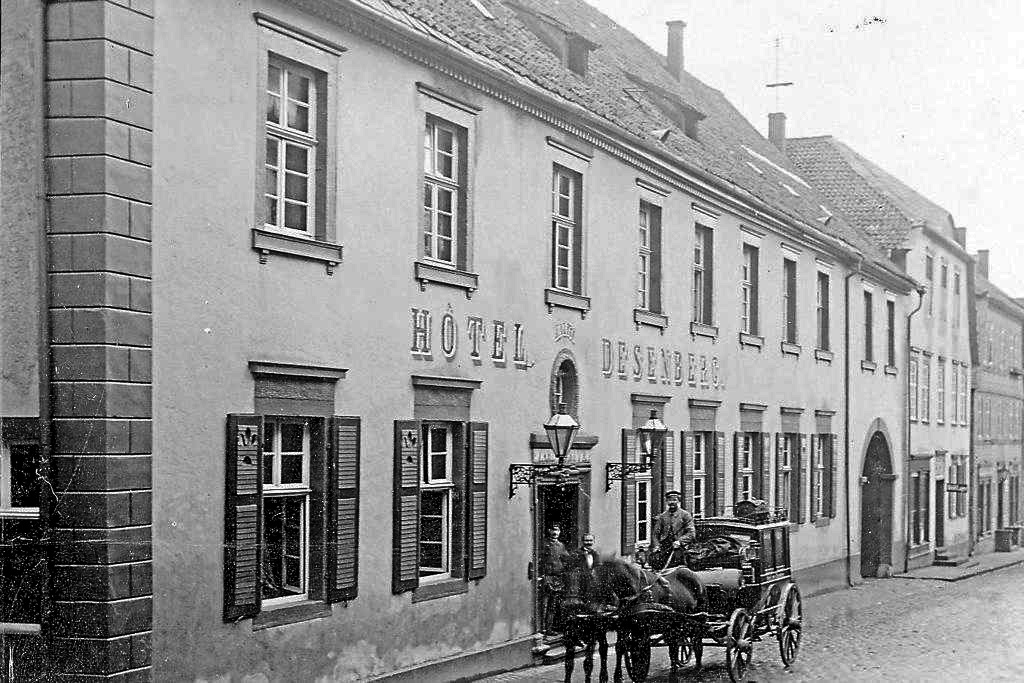
Warburg, Hotel zum Desenberg, Hauptstraße 66–68 (um 1900)

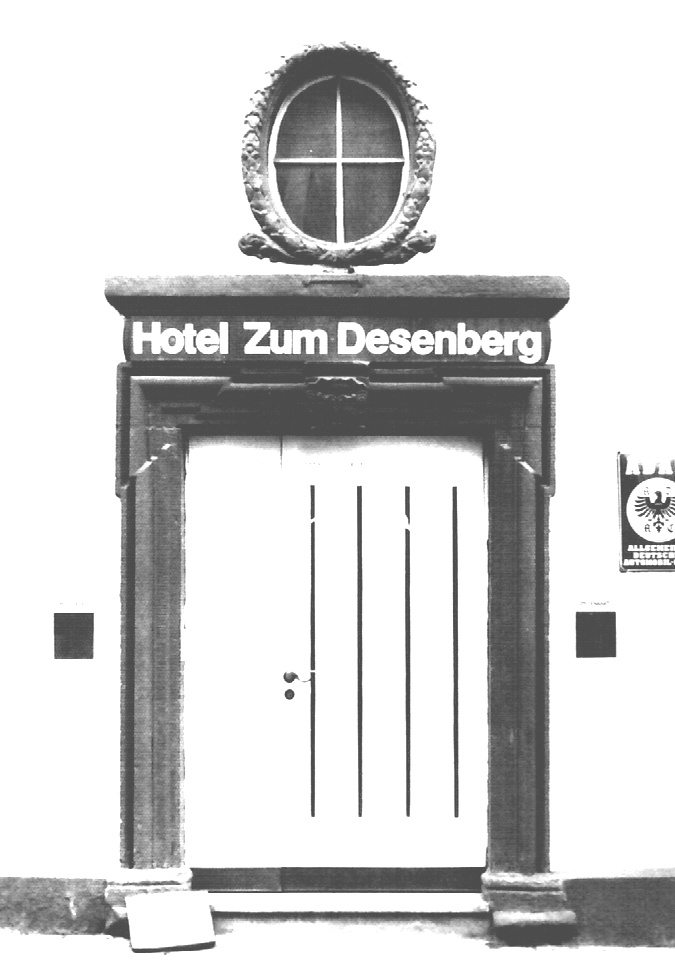
Barockportal

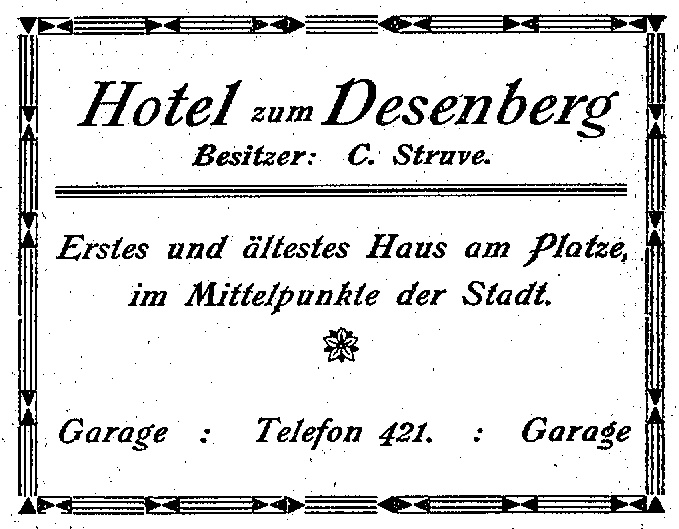
Werbeanzeige von ca. 1920

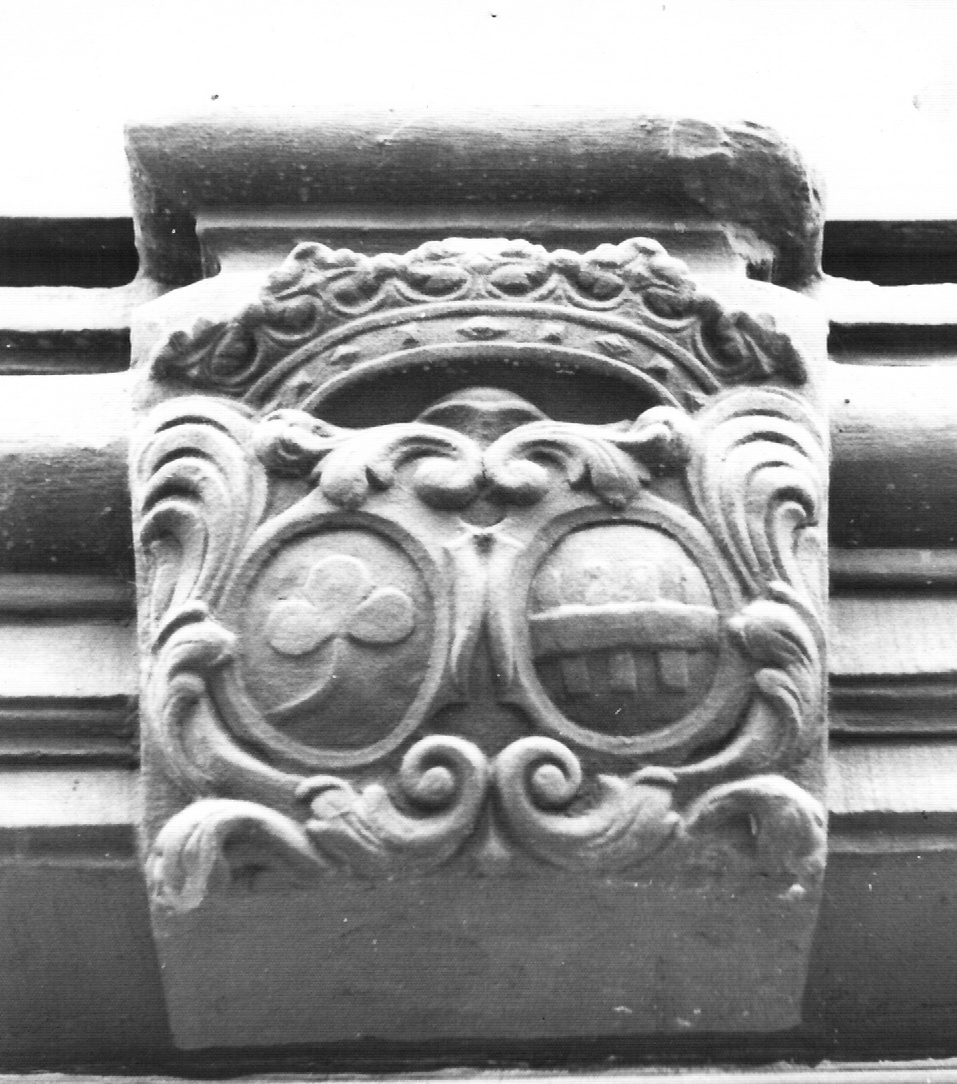
Wappenstein mit dreiblättrigem Kleeblatt und Gegenzinnenbalken

Das Hotel zum Desenberg war ein im 18. Jahrhundert erbautes Barockgebäude in der Hauptstraße 66–68 in Warburg (Nordrhein-Westfalen). Es war seit 1972 in der Liste der Baudenkmäler in Warburg als Baudenkmal überregionaler Bedeutung ausgewiesen und wurde dennoch 1980 abgebrochen.

## Geschichte
Über die Entstehung des Gebäudes ist wenig bekannt. Die im Louis-seize-Stil gestaltete Baudekoration verweist auf eine Bauzeit um 1780, wobei möglicherweise ältere Teile von Vorgängerbauten einbezogen wurden. Das Haus gehörte daher zu den wenigen Bauten, die zwischen dem Siebenjährigen Krieg und der napoleonischen Zeit in der damals verarmten Stadt Warburg errichtet wurden und diente zunächst als Wohnhaus eines landwirtschaftlichen Gutes.
1818 wurde das Gebäude verkauft und als Hotel umgebaut. Es entwickelte sich, trotz mancher Besitzerwechsel, zum führenden Hotel der damaligen Kreisstadt Warburg. 1839 wurde dort die Kasino-Gesellschaft Warburg e.V. gegründet. Nach dem Protokoll der Gründungsversammlung beschlossen 27 honorige Bürger, dass es der Zweck des neuen Vereins sei, „seinen Mitgliedern im Kreise gebildeter Personen Erholung durch den Genuss erlaubter Lebensfreuden zu verschaffen“. Der Verein bezog die Parterreräume links des Eingangs und gestaltete mit exklusiven Festveranstaltungen das gesellschaftliche Leben in Warburg führend mit. Rückwärtig wurde ein großer Festsaal mit Bühne angebaut. Es gab dort Winterbälle, Damenkränzchen, Herrenabende und Vorträge von Forschern, Wissenschaftlern und Künstlern. Am 8. Mai 1848 wurden im damals noch "Bracht'scher Gasthof" genannten Haus der Bürgermeister Heinrich Fischer als Abgeordneter für die preußische Nationalversammlung in Frankfurt gewählt. 
1893 erwarb Carl Struve das Hotel und führte es mit seiner Familie fast vierzig Jahre. Seine „erstklassige Bedienung und Bewirtung“ der Gäste sowie seine Fähigkeit, die Gäste durch „mit Humor gewürzte Unterhaltung“ zu fesseln, wurde gelobt. Zudem war Struve Vorsitzender des Warburger Kriegervereins, des Wirtevereins, der Hotelbesitzervereinigung und Mitglied des Presbyteriums der evangelischen Kirchengemeinde. Nach seinem Tod 1933 wurde das Hotel von seinen Nachfahren weitergeführt. Da jedoch nach dem Zweiten Weltkrieg die Gäste ausblieben, wurden einige Räume zu Verwaltungszwecken an die Warburger Nahrungsmittelwerke vermietet. 1957 gab die Familie Struve den Hotel- und Gastronomiebetrieb auf, so dass erstmals die Schließung des Hauses drohte. Es erfolgte die Gründung einer Hotel Zum Desenberg GmbH, die Renovierungsmaßnahmen in den Gästezimmern durchführte und den Hotelbetrieb noch ca. 20 Jahre lang aufrechterhielt. Die Erdgeschossräume wurden nach Schließung der Gastronomie zu Beginn der 70er Jahre an ein benachbartes Kaufhaus als Verkaufsfläche vermietet.
1975 erwarb die Spar- und Darlehenskasse Warburg das Gebäude, um es abzureißen und an seiner Stelle ein neues Bankgebäude zu errichten. Es folgten massive Proteste des Landeskonservators und zahlreicher Bürger, die sich noch verstärkten, nachdem am 24. März 1979 die Neubaupläne veröffentlicht worden waren. Als Kompromisslösung reichte die Spar- und Darlehenskasse schließlich einen Bauantrag mit einer Rekonstruktion der Fassaden ein. Im Dezember 1979 wurde eine Abbruchgenehmigung erteilt mit der Auflage, die Straßenfassaden zu erhalten und das Walmdach wiederherzustellen. Im Juni 1980 wurde dann jedoch das Gebäude komplett abgebrochen; die der Stadt Warburg zugesagte Rekonstruktion der Fassade unterblieb.

## Architektur
In der Liste der Baudenkmäler in Warburg von 1972 war das Gebäude in die erste Kategorie „Besonders wichtiges Denkmal der Baukunst von überregionaler Bedeutung, die unbedingt zu schützen sind“ eingeordnet und so beschrieben:

„Gestreckter massiver und verputzter Traufenbau. Fenster- und Türgewände Werkstein. In der 3. Achse von links deftiges Barock-Türgewände mit verkröpften Rahmen, Wappen im Keilstein und stehenden Oval-Oberlichtfenster. Um 1700. Ganz rechts Durchfahrtsbogen. Die übrigen Fenstergewände wohl 1. Dr. 19. Jh. Im Dach Fledermausgauben.“